# Sylvan Springs (Alabama)
Sylvan Springs es un pueblo ubicado en el condado de Jefferson en el estado estadounidense de Alabama. En el censo de 2000, su población era de 1465.

## Demografía
En el 2000 la renta per cápita promedia del hogar era de $ 42.692$, y el ingreso promedio para una familia era de 49.853$. El ingreso per cápita para la localidad era de 20.338$. Los hombres tenían un ingreso per cápita de 37.500$ contra 23.350$ para las mujeres.

## Geografía
Sylvan Springs está situado en 33°30′46″N 87°1′14″O / 33.51278, -87.02056 (33.512650, -87.020636). 
Según la Oficina del Censo de los EE. UU., la ciudad tiene un área total de 3.49 millas cuadradas (9.03 km²).